# Bagger 287

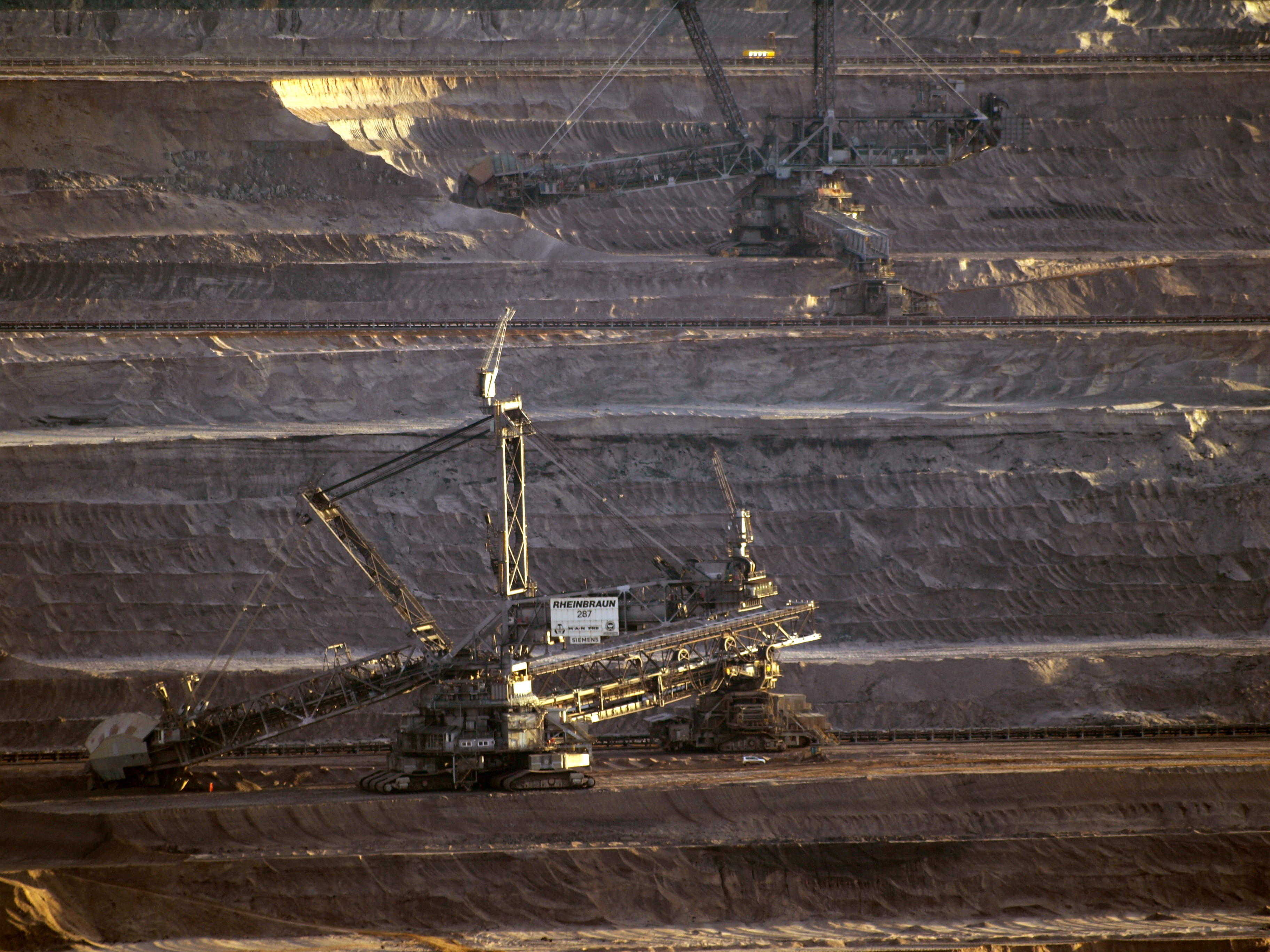
Bagger 287

Bagger 287 ist einer der größten Bagger der Welt, sein derzeitiger Einsatzort ist der Tagebau Hambach. Der Schaufelradbagger wurde für Rheinbraun gebaut, diese ging durch Umstrukturierungen innerhalb von RWE in RWE Power auf.

## Technik
Bagger 287 fördert täglich 200.000 Kubikmeter. Seine Masse beträgt 14.000 Tonnen bei einer Länge von 225 Metern und einer Höhe von 95 Metern. Sein Schaufelrad hat einen Durchmesser von 21,6 Metern und verfügt über 18 Schaufeln.

## Geschichte
Der Bagger 287 wurde im Jahre 1976 gebaut. Sein erster Einsatz erfolgte im Tagebau Fortuna, 1987 zog er dann nach Hambach um.
Nach 33 Jahren musste das Schaufelrad ab dem 20. Juli 2009 in dreimonatiger Arbeit komplett erneuert werden. Das Bauteil mit einer Masse von 55 Tonnen wurde im Technikzentrum der RWE Power in Grefrath vorgefertigt und vor Ort zusammengebaut. Gleichzeitig wurde auch das 21 Meter messende Hauptkugellager erneuert, auf dem sich der Oberbau des Baggers dreht. Dieses besteht aus 272 Kugeln, jede mit einem Durchmesser von 32 Zentimetern und einer Masse von 132 Kilogramm.
Die Planung für die 10 Millionen Euro teuren Arbeiten dauerte drei Jahre. Aus Anlass dieser Arbeiten erstellte RWE eine Filmdokumentation, welche den Filmpreis World Media Festival-Award intermedia-globe-Silver erhielt.